# Incendie du cinéma Le Capitole
Ne doit pas être confondu avec Incendie du Capitole.
L’incendie du cinéma Le Capitole est un incendie criminel qui eut lieu le 24 février 1984 à Bruxelles, en Belgique. 
Cinq personnes perdirent la vie. Les auteurs étaient tous mineurs au moment des faits. Finalement, un seul d’entre eux a été condamné.